# Sågtandad mycelbagge
Sågtandad mycelbagge (Liodopria serricornis) är en skalbaggsart som först beskrevs av Leonard Gyllenhaal 1813.  Sågtandad mycelbagge ingår i släktet Liodopria, och familjen mycelbaggar. Enligt den finländska rödlistan är arten nära hotad i Finland. Enligt den svenska rödlistan är arten nära hotad i Sverige. Arten förekommer på Öland, Götaland och Svealand. Artens livsmiljö är naturmoskogar.